# Chandler Bing
Chandler Muriel Bing er en af de seks hovedpersoner i den amerikanske sit-com Venner (Friends).  Rollen blev spillet af Matthew Perry.

## Baggrund
Chandlers barndom var præget af hans forældres skilsmisse. Chandler har som barn store problemer med at håndtere skilsmissen og derfor tissede Chandler i sengen. Chandlers mor er forfatter af erotiske noveller, mens hans far er drag queen i Las Vegas, noget der ofte går ham på. Hans far opdrager ham til at blive ligesom ham, Chandler træner som barn endda med som danser i sin fars drag queen-show. Chandler bliver senere i sit voksenliv til tider plaget af minder fra barndommen, derfor vælger Chandler også at flygte fra sit bryllup med Monica Geller. Han bliver dog fundet og de bliver gift.

### Jack og Erica
Jack og Erica er de adopterede børn af Monica og Chandler, født i episoden "The Last One." Det afsløres, at Monica og Chandler ikke vidste, de ville være tvillinger, indtil de blev født. Chandler foreslår, at opgive en af dem, men Monica nægter og siger: "Vi kan ikke dele dem op. De er vores børn, og de kommer med os." Erica er opkaldt efter sin biologiske mor, og Jack er opkaldt efter Monica og Ross' far, Jack Geller.

## Karakteristika

### Humor
Chandler Bing blev kendetegnet ved sine ofte komiske og sarkastiske one-liners og for at være en figur, der selv ofte var udsat for jokes. Han vædder på et tidspunkt med Ross om, at han kan lade være med at lave jokes med vennerne i en hel uge. Chandler ender med at tabe væddemålet efter at vennerne, især Ross, har provokeret ham til at lave jokes.

### Kærlighedsliv
Chandler er i begyndelsen af serien ikke ret sikker på sig selv, og dater ikke meget. Selvom Chandler ikke dater meget finder han dog en kæreste ved navn Janice. Janice er en lidt irriterende kvinde, med kraftig New Yorker-accent og nasal stemme. Janice nærer stærke følelser for Chandler, og de to ender med finde sammen og slå op flere gange. 
Der er ofte mistanker om at han er homoseksuel, hvilket dog viser sig ikke at være sandt. Senere i serien gifter han sig med Monica. Serien slutter med at han og Monica adopterer tvillingebørn.

## Venskaber og karriere
Chandler gik i college med Ross, og i sit voksenliv bor han sammen med Joey i en lejlighed i Manhattan, New York, i samme bygning som Monica og Rachel. Chandler arbejder med statistisk analyse og datakonfiguration, men får senere nok af det og skifter til reklamebranchen. 